# Berthold von Altingen

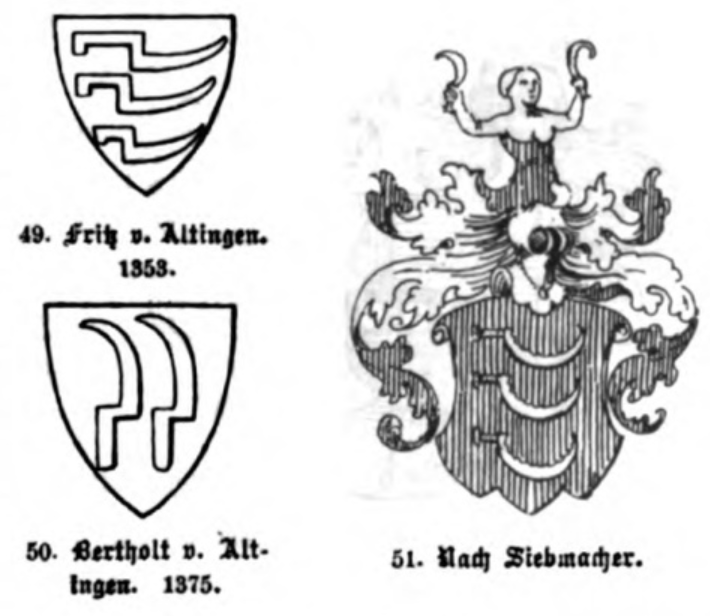
Wappen von Fritz und Berthold von Altingen sowie nach Siebmacher

Berthold von Altingen (um 1393) war ein Ritter in Altingen.

## Urkundliche Erwähnungen
Am 9. Februar 1350 gestand Edelknecht Berthold von Altingen dem Pfalzgrafen Rudolf dem Scheerer den Wiederkauf der Gült aus dem Laienzehnten zu Haslach, die er ihm verkauft hat, innerhalb vier Jahren zu.
Ritter Berthold von Altingen gab dem Kloster Bebenhausen für dessen Pitanz 1½ Morgen Weingarten am Österberg in Tübingen, woraus der Konvent an des Stifters Begräbnistag jährlich mit Wein versehen werden sollte. Im Unterlassungsfall sollte dieses Weinquantum stattdessen an das Spital Tübingen gegeben werden.
Ritter Berthold von Altingen einigte sich mit Abt Werner und der Gemeinde von Altingen über die Zusammenlegung von Frühmesspfründen und St. Erhardspfründen zur Sicherung der Frühmesse, die vom Konstanzer Generalvikar am 26. Februar 1393 genehmigt wurde. Dies zeigt, dass diese Pfründen z. T. sehr schlecht dotiert waren. Es gab nämlich außer der Pfarrstelle in Altingen mehrere Pfründen, z. B. an den Altären der Heiligen Maria, Nikolaus sowie Erhard, die nur lückenhaft dokumentiert sind.

## Familie
Die Herren von Altingen waren anfangs Tübinger und später Hohenbergische Dienstleute, die sehr früh den Besitz von Altingen verloren zu haben scheinen.